# NGC 3025
NGC 3025 is een lensvormig sterrenstelsel in het sterrenbeeld Waterslang. Het hemelobject werd op 21 maart 1835 ontdekt door de Britse astronoom John Herschel.

## Synoniemen
- ESO 566-15
- MCG -4-23-18
- PGC 28249